# Nick Nolte
Nicholas King "Nick" Nolte (Omaha, Nebraska, 8 de febrer de 1941) és un actor i productor de cinema estatunidenc. També va fer de model.

## Model
Nolte va fer de model els últims anys 1960 i a primers 1970. En un anunci en una revista el 1972, apareixia en texans i una camisa oberta per l'aclaridor de cabell "Summer Blonde" de Clairol al costat de Sigourney Weaver La parella també va sortir en l'envàs.

## Carrera d'actor
Nolte va guanyar l'atenció i l'aclamació de la crítica per a la seva actuació a Rich Man, Poor Man, la minisèrie de televisió del 1976 basada en la novel·la d'Irwin Shaw de 1970. Des de llavors ha tingut una carrera reeixida que ha tocat una varietat àmplia de personatges a més de 40 pel·lícules. La diversitat de personatges és la signatura de la carrera de Nolte. És conegut pels seus registres atlètics i personatges de veu greu. El 1973, apareixia en el drama policíac Griff de Lorne Greene de l'ABC, en l'episodi "Who Framed Billy the Kid?", en el paper de Billy Randolph, un futbolista acusat d'assassinat. Va coprotagonitzar amb Andy Griffith el pilot d'una pel·lícula per la TV, Winter Kill, i un altre, Adams of Eagle Lake, cap de les quals no han tingut continuïtat.
El primer paper principal al cinema va ser el 1977, amb The Deep protagonitzada per Jacqueline Bisset i Robert Shaw. Va continuar amb Who'll Stop the Rain el 1978 i North Dallas Forty, basat en la novel·la de Peter Gent, el 1979. La pel·lícula policíaca 48 Hrs. (1982) reforçaria la seva carrera i aconseguiria amb Eddie Murphy una èxit de recaptació.
Nolte continuaria fent de protagonista en pel·lícules durant els anys 1980, incloent-hi Under Fire (1983) amb Gene Hackman, Down and Out in Beverly Hills (1986) amb Richard Dreyfuss i Bette Midler, Extreme Prejudice (1987) i New York Stories (1989) sota la direcció de Martin Scorsese.
Començaria els anys 1990 treballant una altra vegada amb Murphy en la continuació Another 48 Hours. El 1991 li donaria potser el seu èxit de taquilla més gran fent de protagonista a El príncep de les marees amb Barbra Streisand i en el remake de Martin Scorsese de El cap de la por amb Robert De Niro i Jessica Lange. Nolte va rebre la seva primera nominació a l'Oscar al millor actor pel seu paper a El príncep de les marees (que guanyaria Anthony Hopkins per El silenci dels anyells) i va guanyar un Globus d'Or al millor actor dramàtic.
El treball sòlid de Nolte continuava amb L'oli de la vida (1992) amb Susan Sarandon, Mulholland Falls (1996), i After Glow (1997) amb Julie Christie que rebria la seva tercera nominació per l'Oscar a la millor actriu. Nolte rebia la segona nominació a l'Oscar al millor actor pel seu treball a Affliction. El coprotagonista James Coburn va guanyar l'Oscar al millor actor secundari pel paper del pare del personatge de Nolte.
Nolte va acceptar treballs menors a The Thin Red Line (1999) i Hotel Rwanda (2004), i ha posat la veu a Kuiil a The Mandalorian.

## Vida personal
Nolte s'ha casat i s'ha divorciat tres vegades. Les seves exdones són Sheila Page, Sharyn Haddad i Rebecca Linger, amb la qual ha tingut un fill, Brawley Nolte (20 de juny de 1986), que també és actor, havent estat presentat com el fill segrestat de Mel Gibson a la pel·lícula de 1996 Ransomt. També va tenir una relació amb Debra Winger i Vicki Lewis. El 3 d'octubre de 2007, la parella de Nolte, Clytie Lane donava llum a la seva filla, Sophie Lane Nolte.
Nolte actualment resideix a Malibu, Califòrnia. El 6 d'octubre de 2008, un foc que va començar en una impressora va cremar una part de la seva residència. Nolte en va sortir il·lès però la casa va tenir uns desperfectes valorats en 1,5 milions de dòlars.

### Problemes legals
El setembre de 2002, va anar al Silver Hill Hospital a Connecticut per a una prova després de ser arrestat sobre sospita de conducció sota els efectes de l'alcohol a Malibu uns quants dies abans. Les proves més tard mostraven que era sota la influència de GHB, la droga de la "violació". Nolte responia que "l'ha estat prenent quatre anys i mai he estat violat". El 12 de desembre del 2002 no va respondre a les acusacions de conducció sota influència de drogues. Li van donar la llibertat condicional tres anys amb l'ordre de sotmetre’s a assessorament sobre alcohol i droga amb proves aleatòries requerides.

## Premis
- 1991 - Globus d'Or al millor actor dramàtic per El príncep de les marees
- 1992 - Escollit com l'home solter més atractiu per la revista People
- 1998 - New York Film Critics Circle – Millor actor per Affliction
- 1998 - National Society of Film Critics – Millor actor per Affliction

## Filmografia
| Any  | Pel·lícula                                                | Paper                    | Notes |
| ---- | --------------------------------------------------------- | ------------------------ | --- |
| 1973 | Electra Glide in Blue                                     | Hippie Kid               | |
| 1974 | The California Kid                                        | Buzz Stafford            | |
| 1975 | Return to Macon County                                    | Bo Hollinger             | |
| 1976 | Northville Cemetery Massacre                              | Chris                    | |
| 1976 | Rich Man, Poor Man                                        | Tom Jordache             | (minisèrie) Nominació − Globus d'Or al millor actor en sèrie de televisió dramàtica Nominació − Primetime Emmy al millor actor en minisèrie |
| 1977 | L'abisme (The Deep)                                       | David Sanders            | |
| 1978 | Neu que crema (Who'll Stop the Rain)                      | Raig Hicks               | |
| 1979 | North Dallas Forty                                        | Phillip Elliott          | |
| 1980 | Heart Beat                                                | Neal Cassady             | |
| 1982 | Cannery Row                                               | Doc                      | |
| 1982 | Límit: 48 hores                                           | Jack Cates               | |
| 1983 | Sota el foc (Under Fire)                                  | Russell Price            | |
| 1984 | Teachers                                                  | Alex Jurel               | |
| 1985 | Grace Quigley                                             | Seymour Flint            | |
| 1986 | Down and Out in Beverly Hills                             | Jerry Baskin             | |
| 1987 | Suprem perjudici (Extreme Prejudice)                      | Jack Benteen             | |
| 1987 | Weeds                                                     | Lee Umstetter            | Nominació − Globus d'Or al millor actor dramàtic                                                                                            |
| 1988 | Grace Quigley 2, Gracie                                   | Seymour Flint            | (inacabada) |
| 1989 | Tres fugitius (Three Fugitives)                           | Lucas                    | |
| 1989 | New York Stories                                          | Lionel Dobie             | |
| 1989 | Farewell to the King                                      | Learoyd                  | |
| 1990 | Everybody Wins                                            | Tom O'Toole              | |
| 1990 | Q&A                                                       | Capità Michael Brennan   | |
| 1990 | 48 hores més                                              | Jack Cates               | |
| 1991 | El cap de la por (Cape Fear)                              | Sam Bowden               | |
| 1991 | El príncep de les marees (The Prince of Tides)            | Tom Wingo                | Globus d'Or al millor actor dramàtic Nominació − Oscar al millor actor                                                                      |
| 1991 | The Player                                                | (cameo)                  | |
| 1991 | L'oli de la vida (Lorenzo's Oil)                          | Augusto Odone            | |
| 1994 | I'll Do Anything                                          | Matt Hobbs               | |
| 1994 | Blue Chips                                                | Pete Bell                | |
| 1994 | I Love Trouble                                            | Peter Brackett           | |
| 1995 | Jefferson in Paris                                        | Thomas Jefferson         | |
| 1996 | Mulholland Falls                                          | Max Hoover               | |
| 1996 | Mother Night                                              | Howard Campbell          | |
| 1997 | Aflicció (Affliction)                                     | Wade Whitehouse          | Nominació − Oscar al millor actor Nominació − Globus d'Or al millor actor dramàtic                                                          |
| 1997 | L'ombra de la nit (Nightwatch)                            | Inspector Thomas Cray    | |
| 1997 | U Turn                                                    | Jake McKenna             | |
| 1997 | Afterglow                                                 | Lucky Mann               | |
| 1998 | The Thin Red Line                                         | Tinent Coronel Alt       | |
| 1998 | Hayes Hours                                               |                          | |
| 1999 | Breakfast of Champions                                    | Harry Le Sabre           | |
| 1999 | Simpatico                                                 | Vincent Webb             | |
| 2000 | La copa daurada (The Golden Bowl)                         | Adam Verver              | |
| 2002 | The Good Thief                                            | Bob Montagnet            | |
| 2003 | Hulk                                                      | David Banner / Father    | |
| 2003 | Northfork                                                 | Pare Harlan              | |
| 2004 | Clean                                                     | Albrecht Hauser          | |
| 2004 | Hotel Rwanda                                              | Coronel Oliver           | |
| 2004 | The Beautiful Country                                     | Steve                    | |
| 2005 | Neverwas                                                  | T.L. Pierson             | |
| 2006 | Veïns invasors (Over the Hedge)                           | (veu) Vincent            | |
| 2006 | Off the Black                                             | Ray Cook                 | |
| 2006 | Paris, je t'aime                                          | Vincent ("Parc Monceau") | |
| 2006 | Uns quants dies de setembre (Quelques jours en septembre) | Elliott                  | |
| 2006 | Peaceful Warrior                                          | Socrates                 | |
| 2007 | Intimate Affairs                                          | Faldo                    | |
| 2008 | The Mysteries of Pittsburgh                               | Joe Bechstein            | |
| 2008 | Les cròniques de Spiderwick (The Spiderwick Chronicles)   | Mulgarath                | |
| 2008 | Tropic Thunder                                            | John "Four Leaf" Tayback | |
| 2009 | Arcadia Lost                                              | Benerji                  | |
| 2010 | My Own Love Song                                          |                          | |
| 2011 | Warrior                                                   |                          | Nominació − Oscar al millor actor secundari                                                                                                 |
| 2011 | Arthur                                                    | Burt Johnson             | |
| 2011 | Zookeeper                                                 | Bernie el Goril·la       | Veu |
| 2012 | The Company You Keep                                      | Donal Fitzgerald         | |
| 2013 | Gangster Squad                                            | Cap Parker               | |
| 2013 | Parker                                                    | Hurley                   | |
| 2013 | Hateship Loveship                                         | Sr. McCauley             | |
| 2013 | Els límits de la veritat                                  | Bridges                  | |
| 2014 | Noah                                                      | Samyaza                  | Veu |
| 2014 | Asthma                                                    | Werewolf                 | Veu |
| 2015 | Un passeig pel bosc                                       | Stephen Katz             | |